# 진주 정평리 무환자나무
진주 정평리 무환자나무(晋州 亭坪里 무환자나무)는 대한민국 경상남도 진주시 집현면 정평리에 있는 무환자나무이다. 1990년 1월 16일 경상남도의 기념물 제96호 진양 정평리 무환자나무으로 지정되었다가, 2018년 12월 20일 현재의 명칭으로 변경되었다.

## 개요
무환자나무는 자식에게 화가 미치지 않는다 하여 무환자 나무라 하며 제주도에서는 도욱남 또는 더욱남으로 불리고 있다. 원산지는 대만으로 우리나라에는 중국으로부터 약 100년 전에 도입된 것으로 추정된다. 열매는 염주를 만드는데 쓰여졌기 때문에 절이 세워진 후에 심어진 것으로 보인다.
진주 정평리 무환자나무의 나이는 250년 정도로 추정되며, 높이는 15m, 둘레는 2.15m이다. 응석사 경내 뒤편에서 자라고 있다. 통일신라말(9세기경) 도선국사가 무환자 열매를 먹으면 전염병을 예방하고, 늙지 않고 오래 살며 가정의 나쁜 일을 쫓아준다 하여 심었다고 한다. 그래서 이 무환자나무에 정성을 드리면 아들을 낳을 수 있다는 전설이 전해진다.
진주 정평리 무환자나무는 흔히 볼 수 없는 나무로 생물학적 가치가 있어 기념물에 지정하여 보호하고 있다.

## 참고 자료
- 진주 정평리 무환자나무 - 국가유산청 국가유산포털